# 승해
승해(勝解,
산스크리트어: adhimokṣa,
adhimoksha,
adhimukti,
팔리어: adhimokkha,
영어: interest,
intensified interest,
decision,
firm conviction,
resolution)은
설일체유부의 5위 75법에서 심소법(心所法: 46가지) 중
대지법(大地法: 10가지) 가운데 하나이며,
유식유가행파와 법상종의 5위 100법에서 심소법(心所法: 51가지) 중
별경심소(別境心所: 5가지) 가운데 하나이다.
승해(勝解)는 뛰어난 이해 또는 확실한 이해라는 뜻으로 대상을 살펴서 요해(了解: 확연히 알아서 자세히 납득함)하여, 대상의 시(是)·비(非)와 사(邪)·정(正)을 인가(印可: 확실히 이런 것이라고 확정함) · 결정(決定: 매듭을 지음, 확정적인 판단을 내림)하는 마음작용이다. 예를 들어, 어떤 교의가 옳은 지[正] 그른 지[邪]를 판정하는 것은 승해(勝解)에 속한다.

## 같이 보기
- 마음작용

## 참고 문헌
- 권오민 (2003). 《아비달마불교》. 민족사.
- 세친 지음, 현장 한역, 권오민 번역 (K.955, T.1558). 《아비달마구사론》. 한글대장경 검색시스템 - 전자불전연구소 / 동국역경원. K.955(27-453), T.1558(29-1). |title=에 외부 링크가 있음 (도움말)
- 운허.  동국역경원 편집, 편집. 《불교 사전》. |title=에 외부 링크가 있음 (도움말)
- (중국어) 星雲. 《佛光大辭典(불광대사전)》 3판. |title=에 외부 링크가 있음 (도움말)
- (중국어) 세친 조, 현장 한역 (T.1558). 《아비달마구사론(阿毘達磨俱舍論)》. 대정신수대장경. T29, No. 1558, CBETA. |title=에 외부 링크가 있음 (도움말)